# Collegio elettorale di Torino FIAT Aeritalia Ferriere
Il collegio di Torino FIAT Aeritalia Ferriere fu un collegio elettorale uninominale della Repubblica Italiana appartenente alla Circoscrizione Piemonte; fu utilizzato per eleggere un senatore della Repubblica dalla I alla XI legislatura.

## Storia
Il collegio venne creato nel 1948 secondo la legge n. 29 del 6 febbraio 1948 la quale, pur basandosi sull'impianto proporzionale in vigore per la Camera, rispetto a quest'ultima conteneva alcuni piccoli correttivi in senso maggioritario. Tale legge ebbe il suo definitivo perfezionamento col Testo Unico n°361 del 1957. Differentemente dalla Camera, la legge elettorale del Senato si articolava su base regionale, seguendo il dettato costituzionale (art.57). Ogni Regione era suddivisa in tanti collegi uninominali quanti erano i seggi ad essa assegnati. All'interno di ciascun collegio, veniva eletto il candidato che avesse raggiunto il quorum del 65% delle preferenze: tale soglia, oggettivamente di difficilissimo conseguimento, tradiva l'impianto proporzionale su cui era concepito anche il sistema elettorale della Camera Alta. Qualora, come normalmente avveniva, nessun candidato avesse conseguito l'elezione, i voti di tutti i candidati venivano raggruppati in liste di partito a livello regionale, dove i seggi venivano allocati utilizzando il metodo D'Hondt delle maggiori medie statistiche e quindi, all'interno di ciascuna lista, venivano dichiarati eletti i candidati con le migliori percentuali di preferenza.
Nel 1993, con la cosiddetta Legge Mattarella (Legge n. 276, Norme per l'elezione del Senato della Repubblica), attuata in seguito al referendum abrogativo del 1993, venne istituito per la Camera dei deputati e per il Senato della Repubblica un sistema di elezione misto, in parte maggioritario e in parte proporzionale. Il 75% dei parlamentari dell'assemblea veniva eletto in collegi uninominali tramite sistema maggioritario a turno unico; il restante 25% al Senato veniva eletto tramite recupero proporzionale dei più votati non eletti attraverso un meccanismo di calcolo denominato "scorporo", cioè sottraendo dal conteggio dei voti totali di una lista nella parte proporzionale i voti ottenuti dai candidati collegati alla medesima lista che erano eletti nei collegi uninominali con il sistema maggioritario.
Il collegio di Torino FIAT Aeritalia Ferriere venne pertanto abolito nel 1993.

## Territorio
Il collegio di Torino FIAT Aeritalia Ferriere era uno dei 17 collegi uninominali in cui era suddiviso il Piemonte; comprendeva parte del comune di Torino.

## Dati elettorali

### I legislatura
|                                                                                | Giuseppe Rapelli         | Democrazia Cristiana        | 61 275  | 40,51 |  |  |  |  |  |
|                                                                                | Luigi Castagno ✔️ Eletto | Fronte Democratico Popolare | 59 800  | 39,53 |  |  |  |  |  |
|                                                                                | Luigi Carmagnola         | Unità Socialista            | 23 866  | 15,78 |  |  |  |  |  |
|                                                                                | Cesare Venchi            | Blocco Nazionale            | 6 322   | 4,18  |  |  |  |  |  |
| Totale                                                                         | Totale                   | Totale                      | 151 263 | 100   |  |  |  |  |  |
|                                                                                |                          |                             |         |       |  |  |  |  |  |
| Voti non validi                                                                | Voti non validi          | Voti non validi             | 4 503   | 2,89  |  |  |  |  |  |
| Votanti                                                                        | Votanti                  | Votanti                     | 155 766 | 91,45 |  |  |  |  |  |
| Elettori                                                                       | Elettori                 | Elettori                    | 170 331 |       |  |  |  |  |  |
|                                                                                |                          |                             |         |       |  |  |  |  |  |
| Nota: quorum del 65% non raggiunto; ripartizione dei seggi a livello regionale |                          |                             |         |       |  |  |  |  |  |
| Data: 18 aprile 1948                                                           |                          |                             |         |       |  |  |  |  |  |
| Fonte: Ministero dell'interno                                                  |                          |                             |         |       |  |  |  |  |  |

### II legislatura
|                                                                                | Giuseppe Rapelli          | Democrazia Cristiana                    | 57 681  | 33,50 |  |  |  |  |  |
|                                                                                | Ottavio Pastore ✔️ Eletto | Partito Comunista Italiano              | 46 927  | 27,25 |  |  |  |  |  |
|                                                                                | Luigi Castagno            | Partito Socialista Italiano             | 23 897  | 13,88 |  |  |  |  |  |
|                                                                                | Giuseppe Romita           | Partito Socialista Democratico Italiano | 17 044  | 9,90  |  |  |  |  |  |
|                                                                                | Ettore Malchiodi          | Partito Liberale Italiano               | 12 435  | 7,22  |  |  |  |  |  |
|                                                                                | Ezio Gray                 | Movimento Sociale Italiano              | 9 041   | 5,25  |  |  |  |  |  |
|                                                                                | Giacomo Ca Zorzi          | Unità Popolare                          | 3 121   | 1,81  |  |  |  |  |  |
|                                                                                | Giovanni Magistrello      | Alleanza Democratica Nazionale          | 2 053   | 1,19  |  |  |  |  |  |
| Totale                                                                         | Totale                    | Totale                                  | 172 199 | 100   |  |  |  |  |  |
|                                                                                |                           |                                         |         |       |  |  |  |  |  |
| Voti non validi                                                                | Voti non validi           | Voti non validi                         | 6 445   | 3,61  |  |  |  |  |  |
| Votanti                                                                        | Votanti                   | Votanti                                 | 178 644 | 94,71 |  |  |  |  |  |
| Elettori                                                                       | Elettori                  | Elettori                                | 188 617 |       |  |  |  |  |  |
|                                                                                |                           |                                         |         |       |  |  |  |  |  |
| Nota: quorum del 65% non raggiunto; ripartizione dei seggi a livello regionale |                           |                                         |         |       |  |  |  |  |  |
| Data: 7 giugno 1953                                                            |                           |                                         |         |       |  |  |  |  |  |
| Fonte: Ministero dell'interno                                                  |                           |                                         |         |       |  |  |  |  |  |

### III legislatura
|                                                                                | Antonio Alisio      | Democrazia Cristiana                       | 75 848  | 31,92 |  |  |  |  |  |
|                                                                                | Luigi Colla         | Partito Comunista Italiano                 | 53 382  | 22,47 |  |  |  |  |  |
|                                                                                | Pier Luigi Passoni  | Partito Socialista Italiano                | 34 287  | 14,43 |  |  |  |  |  |
|                                                                                | Guido Secreto       | Partito Socialista Democratico Italiano    | 25 321  | 10,66 |  |  |  |  |  |
|                                                                                | Domenico Zaaruolo   | Partito Liberale Italiano                  | 13 663  | 5,75  |  |  |  |  |  |
|                                                                                | Elio Bravetta       | Movimento Sociale Italiano                 | 8 034   | 3,38  |  |  |  |  |  |
|                                                                                | Nello Renacco       | Movimento Comunità                         | 7 451   | 3,14  |  |  |  |  |  |
|                                                                                | Pierino Ferrari     | Partito Nazionale Monarchico               | 6 798   | 2,86  |  |  |  |  |  |
|                                                                                | Germano Benzi       | Movimento Autonomista Regionale Piemontese | 5 973   | 2,51  |  |  |  |  |  |
|                                                                                | Maurizio Cavaglia   | Partito Monarchico Popolare                | 3 417   | 1,44  |  |  |  |  |  |
|                                                                                | Gennaro Werthmuller | PRI - PR                                   | 3 409   | 1,43  |  |  |  |  |  |
| Totale                                                                         | Totale              | Totale                                     | 237 583 | 100   |  |  |  |  |  |
|                                                                                |                     |                                            |         |       |  |  |  |  |  |
| Voti non validi                                                                | Voti non validi     | Voti non validi                            | 11 070  | 4,45  |  |  |  |  |  |
| Votanti                                                                        | Votanti             | Votanti                                    | 248 653 | 96,69 |  |  |  |  |  |
| Elettori                                                                       | Elettori            | Elettori                                   | 257 153 |       |  |  |  |  |  |
|                                                                                |                     |                                            |         |       |  |  |  |  |  |
| Nota: quorum del 65% non raggiunto; ripartizione dei seggi a livello regionale |                     |                                            |         |       |  |  |  |  |  |
| Data: 25 maggio 1958                                                           |                     |                                            |         |       |  |  |  |  |  |
| Fonte: Ministero dell'interno                                                  |                     |                                            |         |       |  |  |  |  |  |

### IV legislatura
|                                                                                | Alberto Todros               | Partito Comunista Italiano              | 80 256  | 26,18 |  |  |  |  |  |
|                                                                                | C. Fanton                    | Democrazia Cristiana                    | 79 411  | 25,91 |  |  |  |  |  |
|                                                                                | Perpetuo Massobrio ✔️ Eletto | Partito Liberale Italiano               | 48 182  | 15,72 |  |  |  |  |  |
|                                                                                | M. Trinchero                 | Partito Socialista Italiano             | 47 839  | 15,61 |  |  |  |  |  |
|                                                                                | Terenzio Magliano ✔️ Eletto  | Partito Socialista Democratico Italiano | 37 240  | 12,15 |  |  |  |  |  |
|                                                                                | P. Ferrari                   | Movimento Sociale Italiano              | 13 603  | 4,44  |  |  |  |  |  |
| Totale                                                                         | Totale                       | Totale                                  | 306 531 | 100   |  |  |  |  |  |
|                                                                                |                              |                                         |         |       |  |  |  |  |  |
| Voti non validi                                                                | Voti non validi              | Voti non validi                         | 16 978  | 5,25  |  |  |  |  |  |
| Votanti                                                                        | Votanti                      | Votanti                                 | 323 509 | 96,39 |  |  |  |  |  |
| Elettori                                                                       | Elettori                     | Elettori                                | 335 621 |       |  |  |  |  |  |
|                                                                                |                              |                                         |         |       |  |  |  |  |  |
| Nota: quorum del 65% non raggiunto; ripartizione dei seggi a livello regionale |                              |                                         |         |       |  |  |  |  |  |
| Data: 28 aprile 1963                                                           |                              |                                         |         |       |  |  |  |  |  |
| Fonte: Ministero dell'interno                                                  |                              |                                         |         |       |  |  |  |  |  |

### V legislatura
|                                                                                | F. Antonicelli               | Partito Comunista Italiano    | 108 386 | 32,05 |  |  |  |  |  |
|                                                                                | M. Dezani                    | Democrazia Cristiana          | 91 436  | 27,04 |  |  |  |  |  |
|                                                                                | G. Orsello                   | PSI-PSDI Unificati            | 62 710  | 18,55 |  |  |  |  |  |
|                                                                                | Perpetuo Massobrio ✔️ Eletto | Partito Liberale Italiano     | 50 008  | 14,79 |  |  |  |  |  |
|                                                                                | A. De Felice                 | Movimento Sociale Italiano    | 12 744  | 3,77  |  |  |  |  |  |
|                                                                                | L. Chignoli                  | Socialdemocrazia              | 7 124   | 2,11  |  |  |  |  |  |
|                                                                                | G. Clava                     | Partito Repubblicano Italiano | 5 726   | 1,69  |  |  |  |  |  |
| Totale                                                                         | Totale                       | Totale                        | 338 134 | 100   |  |  |  |  |  |
|                                                                                |                              |                               |         |       |  |  |  |  |  |
| Voti non validi                                                                | Voti non validi              | Voti non validi               | 18 494  | 5,19  |  |  |  |  |  |
| Votanti                                                                        | Votanti                      | Votanti                       | 356 628 | 95,68 |  |  |  |  |  |
| Elettori                                                                       | Elettori                     | Elettori                      | 372 728 |       |  |  |  |  |  |
|                                                                                |                              |                               |         |       |  |  |  |  |  |
| Nota: quorum del 65% non raggiunto; ripartizione dei seggi a livello regionale |                              |                               |         |       |  |  |  |  |  |
| Data: 19 maggio 1968                                                           |                              |                               |         |       |  |  |  |  |  |
| Fonte: Ministero dell'interno                                                  |                              |                               |         |       |  |  |  |  |  |

### VI legislatura
|                                                                                | F. Antonicelli       | PCI - PSIUP                             | 109 025 | 29,93 |  |  |  |  |  |
|                                                                                | Oscar Luigi Scalfaro | Democrazia Cristiana                    | 103 116 | 28,31 |  |  |  |  |  |
|                                                                                | C. Rotta             | Partito Liberale Italiano               | 42 705  | 11,72 |  |  |  |  |  |
|                                                                                | A. Bianchi           | Partito Socialista Italiano             | 36 499  | 10,02 |  |  |  |  |  |
|                                                                                | M. Mezza             | Partito Socialista Democratico Italiano | 28 091  | 7,71  |  |  |  |  |  |
|                                                                                | A. Orsi              | Movimento Sociale Italiano              | 26 192  | 7,19  |  |  |  |  |  |
|                                                                                | G. Clava             | Partito Repubblicano Italiano           | 18 661  | 5,12  |  |  |  |  |  |
| Totale                                                                         | Totale               | Totale                                  | 364 289 | 100   |  |  |  |  |  |
|                                                                                |                      |                                         |         |       |  |  |  |  |  |
| Voti non validi                                                                | Voti non validi      | Voti non validi                         | 14 877  | 3,92  |  |  |  |  |  |
| Votanti                                                                        | Votanti              | Votanti                                 | 379 166 | 95,69 |  |  |  |  |  |
| Elettori                                                                       | Elettori             | Elettori                                | 396 247 |       |  |  |  |  |  |
|                                                                                |                      |                                         |         |       |  |  |  |  |  |
| Nota: quorum del 65% non raggiunto; ripartizione dei seggi a livello regionale |                      |                                         |         |       |  |  |  |  |  |
| Data: 7 maggio 1972                                                            |                      |                                         |         |       |  |  |  |  |  |
| Fonte: Ministero dell'interno                                                  |                      |                                         |         |       |  |  |  |  |  |

### VII legislatura
|                                                                                | Napoleone Colajanni ✔️ Eletto | Partito Comunista Italiano              | 142 772 | 37,79 |  |  |  |  |  |
|                                                                                | Giuseppina Perrone            | Democrazia Cristiana                    | 114 209 | 30,23 |  |  |  |  |  |
|                                                                                | Giovanni Daffara              | Partito Socialista Italiano             | 37 970  | 10,05 |  |  |  |  |  |
|                                                                                | Roberto Olivetti              | Partito Repubblicano Italiano           | 25 335  | 6,71  |  |  |  |  |  |
|                                                                                | Alessandro Orsi               | Movimento Sociale Italiano              | 21 641  | 5,73  |  |  |  |  |  |
|                                                                                | Giuseppe Bara                 | Partito Socialista Democratico Italiano | 15 623  | 4,14  |  |  |  |  |  |
|                                                                                | Occlerio Garrone              | Partito Liberale Italiano               | 12 583  | 3,33  |  |  |  |  |  |
|                                                                                | Gianfranco Donadei            | Partito Radicale                        | 7 668   | 2,03  |  |  |  |  |  |
| Totale                                                                         | Totale                        | Totale                                  | 377 801 | 100   |  |  |  |  |  |
|                                                                                |                               |                                         |         |       |  |  |  |  |  |
| Voti non validi                                                                | Voti non validi               | Voti non validi                         | 11 072  | 2,85  |  |  |  |  |  |
| Votanti                                                                        | Votanti                       | Votanti                                 | 388 873 | 94,80 |  |  |  |  |  |
| Elettori                                                                       | Elettori                      | Elettori                                | 410 223 |       |  |  |  |  |  |
|                                                                                |                               |                                         |         |       |  |  |  |  |  |
| Nota: quorum del 65% non raggiunto; ripartizione dei seggi a livello regionale |                               |                                         |         |       |  |  |  |  |  |
| Data: 20 giugno 1976                                                           |                               |                                         |         |       |  |  |  |  |  |
| Fonte: Ministero dell'interno                                                  |                               |                                         |         |       |  |  |  |  |  |

### VIII legislatura
|                                                                                | Napoleone Colajanni | Partito Comunista Italiano                   | 121 603 | 33,56 |  |  |  |  |  |
|                                                                                | A. Curti            | Democrazia Cristiana                         | 101 266 | 27,95 |  |  |  |  |  |
|                                                                                | M. Dido             | Partito Socialista Italiano                  | 39 065  | 10,78 |  |  |  |  |  |
|                                                                                | Bruno Visentini     | Partito Repubblicano Italiano                | 27 804  | 7,67  |  |  |  |  |  |
|                                                                                | G. Bedendo          | Movimento Sociale Italiano                   | 18 774  | 5,18  |  |  |  |  |  |
|                                                                                | M. Altamura         | Partito Liberale Italiano                    | 18 046  | 4,98  |  |  |  |  |  |
|                                                                                | A. Guiglia          | Partito Radicale                             | 17 856  | 4,93  |  |  |  |  |  |
|                                                                                | A. Mosca            | Partito Socialista Democratico Italiano      | 15 928  | 4,40  |  |  |  |  |  |
|                                                                                | F. Troisi           | Costituente di Destra - Democrazia Nazionale | 2 031   | 0,56  |  |  |  |  |  |
| Totale                                                                         | Totale              | Totale                                       | 362 373 | 100   |  |  |  |  |  |
|                                                                                |                     |                                              |         |       |  |  |  |  |  |
| Voti non validi                                                                | Voti non validi     | Voti non validi                              | 19 333  | 5,06  |  |  |  |  |  |
| Votanti                                                                        | Votanti             | Votanti                                      | 381 706 | 93,81 |  |  |  |  |  |
| Elettori                                                                       | Elettori            | Elettori                                     | 406 898 |       |  |  |  |  |  |
|                                                                                |                     |                                              |         |       |  |  |  |  |  |
| Nota: quorum del 65% non raggiunto; ripartizione dei seggi a livello regionale |                     |                                              |         |       |  |  |  |  |  |
| Data: 3 giugno 1979                                                            |                     |                                              |         |       |  |  |  |  |  |
| Fonte: Ministero dell'interno                                                  |                     |                                              |         |       |  |  |  |  |  |

### IX legislatura
|                                                                                | Napoleone Colajanni ✔️ Eletto | Partito Comunista Italiano              | 109 732 | 33,41 |  |  |  |  |  |
|                                                                                | Guglielmo Guglielmini         | Democrazia Cristiana                    | 67 869  | 20,66 |  |  |  |  |  |
|                                                                                | Bruno Visentini               | Partito Repubblicano Italiano           | 40 996  | 12,48 |  |  |  |  |  |
|                                                                                | Vincenzo Mattina              | Partito Socialista Italiano             | 30 718  | 9,35  |  |  |  |  |  |
|                                                                                | Salvatore Massaglia           | Partito Liberale Italiano               | 23 891  | 7,27  |  |  |  |  |  |
|                                                                                | Cesare Pozzo                  | Movimento Sociale Italiano              | 22 901  | 6,97  |  |  |  |  |  |
|                                                                                | Francesco Roccella            | Partito Radicale                        | 13 477  | 4,10  |  |  |  |  |  |
|                                                                                | Francesco Nicastri            | Partito Socialista Democratico Italiano | 10 942  | 3,33  |  |  |  |  |  |
|                                                                                | Giuseppe Della Gatta          | Democrazia Proletaria                   | 5 880   | 1,79  |  |  |  |  |  |
|                                                                                | Giovanni Navone               | Lista per Trieste                       | 2 033   | 0,62  |  |  |  |  |  |
| Totale                                                                         | Totale                        | Totale                                  | 328 439 | 100   |  |  |  |  |  |
|                                                                                |                               |                                         |         |       |  |  |  |  |  |
| Voti non validi                                                                | Voti non validi               | Voti non validi                         | 28 586  | 8,01  |  |  |  |  |  |
| Votanti                                                                        | Votanti                       | Votanti                                 | 357 025 | 90,39 |  |  |  |  |  |
| Elettori                                                                       | Elettori                      | Elettori                                | 394 974 |       |  |  |  |  |  |
|                                                                                |                               |                                         |         |       |  |  |  |  |  |
| Nota: quorum del 65% non raggiunto; ripartizione dei seggi a livello regionale |                               |                                         |         |       |  |  |  |  |  |
| Data: 26 giugno 1983                                                           |                               |                                         |         |       |  |  |  |  |  |
| Fonte: Ministero dell'interno                                                  |                               |                                         |         |       |  |  |  |  |  |

### X legislatura
|                                                                                | Vittorio Foa ✔️ Eletto | Partito Comunista Italiano              | 93 745  | 28,24 |  |  |  |  |  |
|                                                                                | R. Manni               | Democrazia Cristiana                    | 73 931  | 22,27 |  |  |  |  |  |
|                                                                                | F. Mollo               | Partito Socialista Italiano             | 37 810  | 11,39 |  |  |  |  |  |
|                                                                                | Susanna Agnelli        | Partito Repubblicano Italiano           | 32 275  | 9,72  |  |  |  |  |  |
|                                                                                | Marco Pannella         | Partito Radicale                        | 19 559  | 5,89  |  |  |  |  |  |
|                                                                                | L. Boetti              | Movimento Sociale Italiano              | 19 354  | 5,83  |  |  |  |  |  |
|                                                                                | G. Dondona             | Partito Liberale Italiano               | 12 367  | 3,73  |  |  |  |  |  |
|                                                                                | P. Degli Espinosa      | Lista Verde                             | 10 208  | 3,08  |  |  |  |  |  |
|                                                                                | G. Farassino           | Piemont Autonomia Regionale             | 7 598   | 2,29  |  |  |  |  |  |
|                                                                                | E. Bechis              | Democrazia Proletaria                   | 6 594   | 1,99  |  |  |  |  |  |
|                                                                                | R. Triolo              | Partito Socialista Democratico Italiano | 5 825   | 1,75  |  |  |  |  |  |
|                                                                                | A. Bodrero             | Piemont                                 | 5 277   | 1,59  |  |  |  |  |  |
|                                                                                | A. Facchinetti         | Liga Veneta - Pensionati Uniti          | 4 079   | 1,23  |  |  |  |  |  |
|                                                                                | G. Negro               | Movimento di Liberazione Fiscale        | 2 766   | 0,83  |  |  |  |  |  |
|                                                                                | G. Cudebbu             | Alleanza Popolare Pensionati            | 564     | 0,17  |  |  |  |  |  |
| Totale                                                                         | Totale                 | Totale                                  | 331 952 | 100   |  |  |  |  |  |
|                                                                                |                        |                                         |         |       |  |  |  |  |  |
| Voti non validi                                                                | Voti non validi        | Voti non validi                         | 14 273  | 4,12  |  |  |  |  |  |
| Votanti                                                                        | Votanti                | Votanti                                 | 346 225 | 89,38 |  |  |  |  |  |
| Elettori                                                                       | Elettori               | Elettori                                | 387 346 |       |  |  |  |  |  |
|                                                                                |                        |                                         |         |       |  |  |  |  |  |
| Nota: quorum del 65% non raggiunto; ripartizione dei seggi a livello regionale |                        |                                         |         |       |  |  |  |  |  |
| Data: 14 giugno 1987                                                           |                        |                                         |         |       |  |  |  |  |  |
| Fonte: Ministero dell'interno                                                  |                        |                                         |         |       |  |  |  |  |  |

### XI legislatura
|                                                                                | Claudio Morra                 | Democrazia Cristiana                    | 55 217  | 16,96 |  |  |  |  |  |
|                                                                                | Gian Giacomo Migone ✔️ Eletto | Partito Democratico della Sinistra      | 54 501  | 16,74 |  |  |  |  |  |
|                                                                                | Furio Gubetti                 | Lega Nord                               | 40 699  | 12,50 |  |  |  |  |  |
|                                                                                | Franco Reviglio               | Partito Socialista Italiano             | 38 233  | 11,75 |  |  |  |  |  |
|                                                                                | Roberto Giunta                | Partito Repubblicano Italiano           | 26 615  | 8,18  |  |  |  |  |  |
|                                                                                | Giovanni Dolino               | Partito della Rifondazione Comunista    | 25 822  | 7,93  |  |  |  |  |  |
|                                                                                | Ludo Boetti                   | Movimento Sociale Italiano              | 21 833  | 6,71  |  |  |  |  |  |
|                                                                                | Fernando Santoni De Sio       | Partito Liberale Italiano               | 13 480  | 4,14  |  |  |  |  |  |
|                                                                                | Pina Maisano Grassi           | Federazione dei Verdi                   | 12 861  | 3,95  |  |  |  |  |  |
|                                                                                | Ernesto Galli Della Loggia    | Sì Referendum                           | 9 784   | 3,01  |  |  |  |  |  |
|                                                                                | Renata Capello                | Lega Alpina Piemont                     | 6 257   | 1,92  |  |  |  |  |  |
|                                                                                | Vincenzo Mittica              | Verdi Verdi                             | 6 235   | 1,92  |  |  |  |  |  |
|                                                                                | Enzo Castelletto              | Partito Socialista Democratico Italiano | 3 356   | 1,03  |  |  |  |  |  |
|                                                                                | Salvatore Vezzosi             | La Lega Casalinghe-Pensionati           | 2 694   | 0,83  |  |  |  |  |  |
|                                                                                | Antonio Giuseppe Ricco        | Federalismo - Pensionati Uomini Vivi    | 997     | 0,31  |  |  |  |  |  |
| Totale                                                                         | Totale                        | Totale                                  | 325 479 | 100   |  |  |  |  |  |
|                                                                                |                               |                                         |         |       |  |  |  |  |  |
| Voti non validi                                                                | Voti non validi               | Voti non validi                         | 17 942  | 5,22  |  |  |  |  |  |
| Votanti                                                                        | Votanti                       | Votanti                                 | 343 421 | 89,77 |  |  |  |  |  |
| Elettori                                                                       | Elettori                      | Elettori                                | 382 548 |       |  |  |  |  |  |
|                                                                                |                               |                                         |         |       |  |  |  |  |  |
| Nota: quorum del 65% non raggiunto; ripartizione dei seggi a livello regionale |                               |                                         |         |       |  |  |  |  |  |
| Data: 5 aprile 1992                                                            |                               |                                         |         |       |  |  |  |  |  |
| Fonte: Ministero dell'interno                                                  |                               |                                         |         |       |  |  |  |  |  |